# Барретт, Меджел
Меджел Барретт-Родденберри (англ. Majel Barrett-Roddenberry, род. Majel Leigh Hudec, 23 февраля 1932 — 18 декабря 2008) — американская актриса и продюсер. Жена Джина Родденберри, создателя и сценариста научно-фантастической медиафраншизы «Звёздный путь».

## Биография
Барретт родилась в Кливленде, штат Огайо. Она начала брать уроки актёрского мастерства в детстве. Она училась в средней школе Шейкер-Хайтс, которую окончила в 1950 году, затем поступила в Университет Майами в Корал-Гейблс, штат Флорида, затем сыграла несколько ролей на сцене и приехала в Голливуд. Её отец, Уильям Худек, был офицером полиции Кливленда. Он был убит при исполнении служебных обязанностей 30 августа 1955 года.
Уже в детстве Меджел брала уроки актёрского мастерства. После учёбы в университете Майами, она стала получать роли и наконец попала в Голливуд. Там она работала над такими сериалами как «Бонанза», «The Untouchables», «Шоу Люси», и «Лейтенант». 6 августа 1969 года актриса вышла замуж за Джина Родденберри. Венчание прошло в Японии после окончания показа оригинального сериала «Звёздный путь». 5 февраля 1974 года у них родился сын Род, ставший впоследствии телевизионным продюсером.
Её первой ролью в «Звёздном пути» стала роль безымянного офицера в пилотной серии оригинального сериала «Клетка» в 1964 году. Позже она получила роль медсестры Кристин Чапел, сыграв в 29 эпизодах оригинального сериала, 9 эпизодах анимационного сериала (голос), а также полнометражных фильмах «Звёздный путь: фильм» и «Звёздный путь IV: Путешествие домой».
В сериалах «Звёздный путь: Следующее поколение» и «Звёздный путь: Глубокий космос 9» исполнила роль Луаксаны Трой, матери советника Дианы Трой.
Также Меджел Барретт озвучила голоса компьютеров кораблей федерации в сериалах «Звёздный путь», «Звёздный путь: Следующее поколение», «Звёздный путь: Глубокий космос 9», «Звёздный путь: Вояджер», полнометражных фильмах, а также в двух эпизодах сериала «Звёздный путь: Энтерпрайз».

### Смерть
Умерла в 2008 году от осложнений лейкоза. Образец кремированных останков Меджел и её мужа Джина будет запечатан в специально изготовленную капсулу, предназначенную для космического путешествия. Космический корабль доставит капсулу вместе с оцифрованными поздравлениями от поклонников на «Энтерпрайз рейс» Целестис. На борту также будет прах Нишель Николс и Дугласа Трамбулла.